# Schönbornstraße 15 (Bad Kissingen)

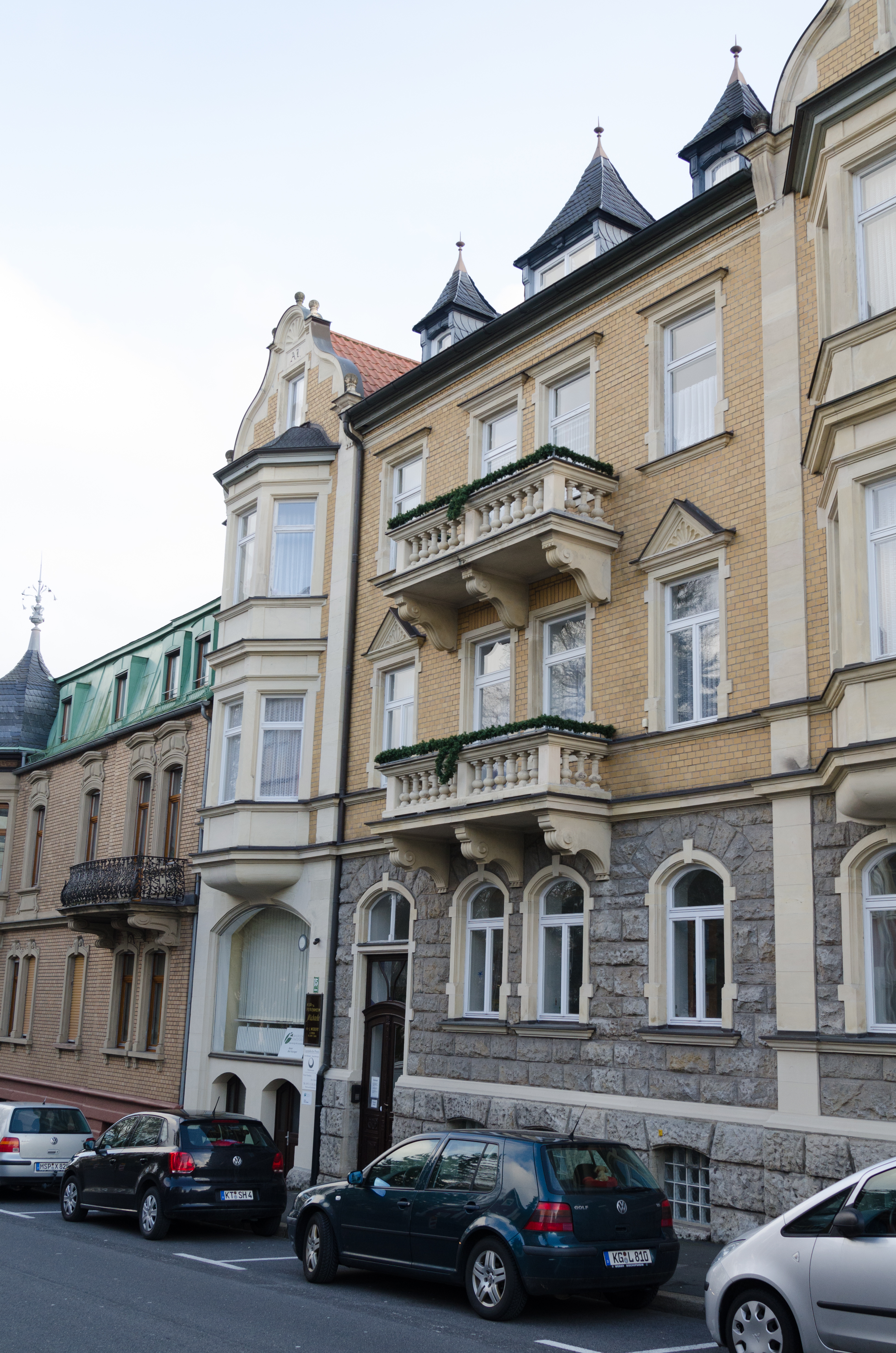
Schönbornstraße 15 in Bad Kissingen

Das Wohngebäude Schönbornstraße 15 in Bad Kissingen, der Großen Kreisstadt des unterfränkischen Landkreises Bad Kissingen, gehört zu den Bad Kissinger Baudenkmälern und ist unter der Nummer D-6-72-114-348 in der Bayerischen Denkmalliste registriert.

## Geschichte
Das Anwesen wurde laut Bezeichnung im Jahr 1899 von Architekt Gustav Schrader im Stil der Neurenaissance errichtet. Bei dem Anwesen handelt es sich um einen dreigeschossigen Klinkerbau mit Satteldach, Sandsteingliederung, seitlichen Erkern mit Ziergiebeln sowie Bossenwerk am Erdgeschoss. Im Unterschied zum Mischstil des Nachbaranwesens Schönbornstraße 13 ist die Klinker/Haustein-Architektur des Hauses Nr. 15 in der üblichen Formensprache der Neurenaissance gestaltet.